# Selección de fútbol playa de Antigua y Barbuda
La Selección de fútbol playa de Antigua y Barbuda es el equipo que representa al país en la Copa Mundial de Fútbol Playa de FIFA y en el Campeonato de Fútbol Playa de Concacaf; y es controlada por la Asociación de Fútbol de Antigua y Barbuda.

## Estadísticas

### Copa Mundial de Fútbol Playa FIFA
| Copa Mundial de Fútbol Playa FIFA | Copa Mundial de Fútbol Playa FIFA | Copa Mundial de Fútbol Playa FIFA | Copa Mundial de Fútbol Playa FIFA | Copa Mundial de Fútbol Playa FIFA | Copa Mundial de Fútbol Playa FIFA | Copa Mundial de Fútbol Playa FIFA | Copa Mundial de Fútbol Playa FIFA |
| Año                               | Ronda                             | J                                 | G                                 | G+                                | P                                 | GF                                | GC                                |
| --------------------------------- | --------------------------------- | --------------------------------- | --------------------------------- | --------------------------------- | --------------------------------- | --------------------------------- | --------------------------------- |
| 2005 - 2013                       | No participó                      | No participó                      | No participó                      | No participó                      | No participó                      | No participó                      | No participó                      |
| 2015                              | No clasificó                      | No clasificó                      | No clasificó                      | No clasificó                      | No clasificó                      | No clasificó                      | No clasificó                      |
| 2017                              | No clasificó                      | No clasificó                      | No clasificó                      | No clasificó                      | No clasificó                      | No clasificó                      | No clasificó                      |
| 2019                              | No clasificó                      | No clasificó                      | No clasificó                      | No clasificó                      | No clasificó                      | No clasificó                      | No clasificó                      |
| 2021                              | No participó                      | No participó                      | No participó                      | No participó                      | No participó                      | No participó                      | No participó                      |
| Total                             | 0/11                              | -                                 | -                                 | -                                 | -                                 | -                                 | -                                 |

### Campeonato de Fútbol Playa de Concacaf
| Campeonato de Fútbol Playa de Concacaf | Campeonato de Fútbol Playa de Concacaf | Campeonato de Fútbol Playa de Concacaf | Campeonato de Fútbol Playa de Concacaf | Campeonato de Fútbol Playa de Concacaf | Campeonato de Fútbol Playa de Concacaf | Campeonato de Fútbol Playa de Concacaf | Campeonato de Fútbol Playa de Concacaf |
| Año                                    | Ronda                                  | J                                      | G                                      | G+                                     | P                                      | GF                                     | GC                                     |
| -------------------------------------- | -------------------------------------- | -------------------------------------- | -------------------------------------- | -------------------------------------- | -------------------------------------- | -------------------------------------- | -------------------------------------- |
| 2006 - 2013                            | No participó                           | No participó                           | No participó                           | No participó                           | No participó                           | No participó                           | No participó                           |
| 2015                                   | Fase de grupos                         | 3                                      | 1                                      | 0                                      | 2                                      | 14                                     | 15                                     |
| 2017                                   | Undécimo lugar                         | 6                                      | 2                                      | 0                                      | 4                                      | 23                                     | 38                                     |
| 2019                                   | Fase de grupos                         | 3                                      | 1                                      | 0                                      | 2                                      | 15                                     | 22                                     |
| 2021                                   | No participó                           | No participó                           | No participó                           | No participó                           | No participó                           | No participó                           | No participó                           |
| Total                                  | 3/9                                    | 12                                     | 4                                      | 0                                      | 8                                      | 52                                     | 75                                     |